# Love, Reign o'er Me
«Love, Reign o'er Me» —en español: «Amor, reine sobre mi»— es una canción escrita por Pete Townshend y grabada por el grupo británico de rock The Who. Fue lanzada el 23 de octubre de 1973 como sencillo de la segunda ópera rock del grupo, llamada Quadrophenia. Es una balada rock que termina la historia del álbum, siendo la última canción de este. Fue pieza fija en los conciertos de la banda por años. Está situada en el nº76 del Billboard Hot 100 y nº54 en Cash Box.

## Origen y grabación
«Love, Reign o'er Me» fue escrita por el guitarrista, y el principal compositor del grupo, Pete Townshend. La canción, junto con «Is It in My Head?» de Quadrophenia, datan de 1972. Ambas canciones fueron originalmente pensadas para ser parte de un álbum autobiográfico inédito, llamado Rock Is Dead—Long Live Rock!, que más tarde, se convirtió en Quadrophenia.

## Letra
«Love, Reign O'er Me» habla sobre el protagonista de Quadrophenia, Jimmy, que tiene una crisis personal. Con nada más por vivir, encuentra una redención espiritual bajo una lluvia torrencial. Townshend describe «Love, Reign O'er Me»:

«(La canción) se refiere a un comentario de Meher Baba sobre que la lluvia era una bendición de Dios, el trueno era la voz de Dios. Este es otro motivo para ahogar, pero esta vez bajo la lluvia. Jimmy pasa por una crisis de suicidio. Se entrega a lo inevitable, y tú sabes, tú sabes, que cuando todo se acabe y vuelva a la ciudad va a pasar por la misma mierda, estando en la misma terrible situación familiar, etc, pero ahora está en otro nivel. Él es débil todavía, pero hay una fuerza en esa debilidad. Está en peligro de maduración.»

## Lanzamiento y recepción
«Love, Reign o'er Me» fue lanzada como sencillo de 7". Aquella versión es más corta que la que aparece en el álbum, que carece de la caída de la lluvia, la introducción del piano, el tímpano y el sonido del gong, además, posee una diferente secuencia en las letras y en el final, donde la canción acaba con el sonido de los sintetizadores de cuerda, en omisión del solo de batería, la guitarra, el gong y la explosión de los bronces del álbum. El sencillo fue lanzado con el lado B titulado «Water». La canción alcanzó el puesto 76 en Billboard Hot 100. Fuera de Estados Unidos, el sencillo también fue lanzado en Bélgica y en los Países Bajos.
La voz del vocalista Roger Daltrey ha sido ampliamente elogiada por los críticos de música, Mark Deming de Allmusic comentó «capturaron Quadrophenia en la cima de sus poderes, y "Love, Reign o'er Me" es uno de los momentos donde el cabello-dorado dios-del-rock realmente logra y le da a la canción la fuerza que realmente se merece.»
La canción también apareció en la película de 1979 basada en el álbum Quadrophenia, así como en su banda sonora. La versión incluida en la banda sonora cuenta con un arreglo de cuerdas añadido en el final es de unos segundos más corta que la versión del álbum. La canción sirvió de inspiración para el título de la película de 2007, Reign Over Me, donde también apareció ampliamente en toda la película.

## Actuaciones en vivo
«Love, Reign o'er Me» fue interpretada por primera vez en vivo en la gira de The Who de Quadrophenia de 1973 a 1974, pero se retiró después de esta. Volvió a la lista de canciones de The Who en la gira de despedida de 1982 por América del Norte. La banda volvió a interpretarla una sola vez en el concierto Live Aid de Bob Geldof en el Wembley Stadium de Londres, Inglaterra, el 13 de julio de 1985, y se mantuvo en escena en su gira de reunión de 1989. Cuando The Who interpretó Quadrophenia en su totalidad en el verano de 1996, la banda estuvo acompañado por el guitarrista de Pink Floyd, David Gilmour, quién colaboró en la canción. El 1 de julio de 2002, en el concierto en el Hollywood Bowl en Los Ángeles, California (el primero después de la muerte el bajista John Entwistle), volvió a ser tocada. Fue en 2010 la más reciente interpretación de la canción, en el Royal Albert Hall, un concierto para el Teenage Cancer Trust. En el Kennedy Center Honors 2008, el homenaje a Pete Townshend y Roger Daltrey incluyó una ampliamente elogiada interpretación de «Love, Reign o'er Me» de la cantante de soul Bettye LaVette. Actuaciones en directo de «Love, Reign o'er Me» se pueden encontrar en los discos en directo Who's Last, Greatest Hits Live y Join Together.

## Lista de canciones
Todas las canciones fueron escritas por Pete Townshend.
Sencillo de 7" (Estados Unidos)
1. «Love, Reign o'er Me»  – 3:07
2. «Water»  – 6:25

Sencillo de 7" (Bélgica y Países Bajos)
1. «Love, Reign o'er Me»  – 3:07
2. «Is It in My Head?»  – 3:46

## Posiciones en las listas
| Lista (1973)      | Posición |
| ----------------- | -------- |
| Billboard Hot 100 | 76       |

## Versión de Pearl Jam
La banda de rock estadounidense Pearl Jam, lanzó una versión de la canción en febrero de 2007 para la película Reign Over Me, que tomó su nombre de la canción de The Who. La versión de Pearl Jam aparece en los créditos finales de la película.
El actor Adam Sandler se acercó el vocalista Eddie Vedder después de un concierto de Pearl Jam en 2006, en Los Ángeles, para que versionara «Love, Reign o'er Me» para la película. Vedder se mostró reacio en un principio, sin embargo estuvo de acuerdo en hacer la versión sólo después de hablar con Daltrey, quien llamó a Vedder y dio su aprobación. El guitarrista Mike McCready dijo: «Yo sabía que él había puesto todo en esto (la canción), porque sabía Pete Townshend algún día podría escucharla.»